# Safar al-Hawālī
Safar ibn ʿAbd ar-Rahmān al-Hawālī (arabisch سفر بن عبد الرحمن الحوالي, DMG Safar b. ʿAbd ar-Raḥmān al-Ḥawālī; geb. 1950) ist ein saudischer Islam-Gelehrter und Prediger, der zur sogenannten Sahwa-Gruppe gehört. Er kritisierte in den 1990er Jahren die politische Kooperation Saudi-Arabiens mit den Vereinigten Staaten von Amerika und setzte sich in seinen Schriften intensiv mit den apokalyptischen Prophetien des amerikanischen Dispensationalismus und christlichen Zionismus auseinander. Nach der amerikanischen Invasion des Irak im Frühjahr 2003 bemühte er sich darum, Muslime zum Widerstand gegen die Besatzungsmacht zu mobilisieren.

## Ausbildung und Arbeit als Islam-Gelehrter
Safar al-Hawālī stammt aus dem Ort Hawāla in der Provinz Baha im Südwesten Arabiens und gehört dem Stamm der Ghāmid an, der hier sein traditionelles Stammesgebiet hat. Er erwarb zunächst einen Bachelor-Abschluss an der Islamischen Universität Medina und studierte anschließend an der Umm-al-Qura-Universität in Mekka, wo er 1981 einen Magisterabschluss erwarb. In seiner Magisterarbeit, die von Muhammad Qutb, dem Bruder von Sayyid Qutb, betreut wurde, befasste er sich mit dem Säkularismus, seiner Entstehung und Auswirkung auf die zeitgenössischen Muslime. Die Arbeit diente vor allem zur Zurückweisung des Säkularismus, den al-Hawālī und sein Lehrer als unvereinbar mit dem Islam betrachteten. Al-Hawālī erklärte in seinem Buch, dass Säkularismus dem von Mohammed bekämpften Schirk gleichkomme.
Anschließend erstellte al-Hawālī – ebenfalls bei Muhammad Qutb – eine Dissertation über "Das Phänomen der Aufschiebung im islamischen Denken" (Ẓāhirat al-irǧāʾ fī l-fikr al-islāmī), die er zwischen 1984 und 1986 abschloss. Darin geißelte er die laxe und nachgiebige Haltung seiner Mitmuslime gegenüber den Politikern, die sich nicht an den Islam halten, als murdschi'itische Haltung und rief zu einer "Für-Ungläubig-Erklärung" (Takfīr) dieser Politiker im Sinne Sayyid Qutbs auf. Die Kritik richtete sich vornehmlich gegen solche Muslime, die sich wie er der Salafīya zurechneten. Doch enthält sein Buch auch viele Anschuldigungen gegen die aschʿaritische und māturīditische Theologie. So machte al-Hawālī insbesondere den Einfluss des aschʿaritischen Theologen al-Dschuwainī dafür verantwortlich, dass sich im sunnitischen Islam ein laxes Glaubensverständnis durchgesetzt habe. Außerdem brandmarkte er die von den Aschʿariten und Māturīditen aus der griechischen Philosophie übernommene Unterscheidung zwischen Essenz und Akzidentien als die Ursache einer ganzen Anzahl theologischer Verzerrungen im Bereich des sunnitischen Islams.
Nachdem al-Hawālī bereits mehrere Jahre an seiner Universität unterrichtet hatte, wurde er 1988 zum Chef der Abteilung für Glaubenslehre (ʿAqīda) berufen. Seine Vorlesungen zu Glaubensfragen fanden über Audiokassetten auch außerhalb seiner Universität starke Verbreitung. Bis zu seiner Verhaftung im September 1994 produzierte al-Hawālī ungefähr 800 solcher Audiotapes.

## Kritik an der saudischen Außenpolitik
Große Aufmerksamkeit erregte al-Hawālī nach der irakischen Besetzung Kuwaits im Jahre 1990, als er in einem öffentlichen Vortrag unter dem Titel „Nehmt Eure Zuflucht zu Gott“ (fa-firrū ilā Llāh)  den saudischen „Rat der großen Gelehrten“ (Haiʾat kibār al-ʿulamāʾ) unter Führung von ʿAbd al-ʿAzīz ibn Bāz kritisierte und sich über die Erosion des islamischen Charakters des saudischen Staates beklagte. Der Rat hatte zuvor in einem Fatwa die Entscheidung des saudischen Königs, amerikanische Militärbasen in Saudi-Arabien zu errichten, gebilligt und sich dabei auf das Prinzip der Darūra berufen. Al-Hawālī kritisierte in seinem Vortrag, den er am 30. August 1990 hielt, das Gutachten des Rats als großen Fehler, weil es aus seiner Sicht die politische Realität verkannte. Er interpretierte die Stationierung der amerikanischen Truppen als zielgerichteten Versuch der USA, die Ölreserven der Golfregion unter ihre direkte Kontrolle zu bringen sowie den Islam zu kontrollieren und später zu vernichten. Al-Hawālīs Vortrag wurde über Kassetten innerhalb und außerhalb Saudi-Arabiens verbreitet und erschien ein Jahr später zusammen mit anderen seiner Vorträge in einem Buch mit dem Titel „Enthüllung der Sorgen der Gelehrten der Umma“ (Kašf al-ġumma ʿan ʿulamāʾ al-umma). Al-Hawālī formulierte sein Misstrauen gegenüber den USA und Europa 1991 noch in einem weiteren Buch mit dem Titel „Wahrheiten über die Golfkrise“ (Ḥaqāʾiq ḥaula azmat al-ḫalīǧ). Darin befasste er sich ausgiebig mit der Geschichte der amerikanischen Politik in der Golfregion und äußerte die Auffassung, dass die irakische Invasion Kuwaits und die dadurch hervorgerufene Krise in Wirklichkeit Teil eines größeren amerikanischen Plans zur Beherrschung der Region seien, der bereits auf die 1970er Jahre zurückgehe.
Mit seinen Positionen wurde al-Hawālī so bekannt, dass ihn 1993 Samuel P. Huntington in der Zeitschrift Foreign Affairs als einen islamistischen Theoretiker des Kampfes der Kulturen anführte. Auch Osama bin Laden bezog sich in seinen Verlautbarungen auf al-Hawālīs anti-amerikanischen Schriften. Bei der saudischen Führung löste seine Kritik an der Kooperation mit den USA allerdings Verärgerung aus. Noch während der Golfkrise erhielt er an seiner Universität Besuch von einem Team des saudischen Nachrichtendienstes, das ihn aufforderte, sich künftig nicht mehr öffentlich zu den saudisch-amerikanischen Beziehungen zu äußern.
Zusammen mit Salmān al-ʿAuda und Nāsir al-ʿUmar gründete al-Hawālī 1990 einen Kreis von Gelehrten, die im saudischen Königreich politische Reformen auf Grundlage des Islams forderten. Die Monarchie reagierte darauf 1991 mit der Bildung einer Kommission von fünf Gelehrten aus dem „Rat der großen Gelehrten“, die die Forderungen und Argumente von al-Hawālī und seiner Mitstreiter auf Basis des islamischen Rechts zurückweisen sollten. Al-Hawālī ließ sich jedoch nicht von seinen Vorstellungen abbringen und gehörte auch zu den Unterzeichnern des "Memorandum des Ratschlags" (muḏakkirat an-naṣīḥa), das politische Reformen im Königreich einforderte und Mitte 1992 dem saudischen König überreicht wurde.
Ein weiterer Punkt, bei dem al-Hawālī die saudische Führung kritisierte, war dessen Teilnahme an der Konferenz von Madrid, die Teil des Nahost-Friedensprozesses war. Al-Hawālī wertete den Friedensprozess als Versuch Israels, eine regionale Hegemonie zu errichten. Die Schaffung der Palästinensischen Autonomiebehörde zielte aus seiner Sicht darauf ab, den Zorn der Bevölkerung in der Westbank und im Gazastreifen von Israel wegzulenken und Uneinigkeit unter den Palästinensern zu erzeugen. In seiner politisch-theologischen Studie „Jerusalem zwischen der wahren und der erlogenen Verheißung: der islamische Standpunkt zum arabisch-jüdischen Friedensprojekt“ (al-Quds baina l-waʿd al-ḥaqq .. wa-l-waʿd al-muftarā: al-mauqif al-islāmī min mašrūʿ as-salām al-ʿarabī-al-yahūdī), die 1994 in Kairo als Buch erschien, versuchte al-Hawālī auch die alttestamentlichen, jüdischen und christlichen Prophetien für Jerusalem zu widerlegen, die er als den wahren Grund für die amerikanische Unterstützung Israels betrachtete.

## Lehrverbot und Inhaftierung
Ab 1992 wurde das Verhältnis zwischen der saudischen Monarchie und der Sahwa-Gruppe immer angespannter. Innenminister Prinz Naif ibn Abd al-Aziz sandte im September 1993 einen Brief an ʿAbd al-ʿAzīz ibn Bāz, in dem er sich über gewisse „Übertretungen“ (taǧāwuzāt) in den Vorlesungen al-Hawālīs und al-ʿAudas beschwerte und den "Rat der großen Gelehrten" aufforderte, diese zu prüfen. Nachdem der Rat in at-Tā'if zusammengetroffen war und über den Fall beraten hatte, bestätigte Ibn Bāz am 20. September in einem Antwortbrief an den Innenminister, dass es sich bei den monierten Dingen um "Übertretungen" handele. Er empfahl, die beiden Gelehrten zur Tauba aufzufordern und sie zu verpflichten, ihre Äußerungen nicht zu wiederholen. Wenn die beiden Gelehrten darauf eingingen, sei der Fall damit beendet. Sollten sie sich jedoch weigern, müsste ihnen die Erlaubnis zur Lehre und öffentlichen Predigt entzogen werden. Al-Hawālī und al-ʿAuda wurden noch im gleichen Monat in das Innenministerium zitiert und wegen ihrer „Übertretungen“ zurechtgewiesen, ohne dass sie die Gelegenheit erhielten, sich zu verteidigen. Da die beiden Gelehrten nicht bereit waren, das von ihnen verlangte Geständnis zu unterschreiben und auf politische Äußerungen zu verzichten, wurden sie mit dem von Ibn Bāz empfohlenen Lehr- und Predigtverbot belegt.
Nach einer Serie von Kundgebungen in Buraida und Riad ließ das saudische Innenministerium al-Hawālī im September 1994 zusammen mit weiteren Predigern der Sahwa-Gruppe inhaftieren, wobei es sich auf den Brief von Ibn Bāz vom Vorjahr berief. Die Verhaftung der beiden Gelehrten wurde von den islamistischen Kreisen nicht stillschweigend hingenommen. Osama bin Laden richtete Ende 1994 einen Brief an Ibn Bāz, in dem er ihm schwere Vorwürfe machte, weil er mit seinem Fatwa die Verhaftung al-Hawālīs durch das saudische Regime erst möglich gemacht habe. Auch in seiner Kriegserklärung vom 23. August 1996 gegen die Amerikaner nahm bin Laden auf al-Hawālī Bezug und forderte seine Freilassung. Ibn Bāz, dem die Verhaftung von al-Hawālī und al-ʿAuda sehr unangenehm war, veröffentlichte schon Ende September 1994 ein Fatwa, in dem er konstatierte, dass diese Gelehrten  ehrenwerte sunnitische Gelehrte seien und demzufolge nicht als Ketzer (mubtadiʿa) oder Charidschiten verleumdet werden dürften.

## Freilassung, „Tag des Zorns“
Am 25. Juni 1999 wurde al-Hawālī freigelassen und erhielt die Erlaubnis, die Lehre an der Universität wieder aufzunehmen. Ende 2000 oder Anfang 2001, also einige Monate nach dem Ausbruch der Zweiten Intifada, veröffentlichte er sein Buch "Day of Wrath" (arab. Yaum al-Ġaḍab, „Tag des Zorns“), ein wütendes Pamphlet gegen den christlichen Zionismus. Darin erklärte er den Nahost-Friedensprozess angesichts der auf Muslime abgegebenen Schüsse in der al-Aqsa-Moschee für gescheitert und antwortete auf die apokalyptischen Deutungen Israels in den christlich-zionistischen Kreisen, die er gegen diese Gruppen selbst wendete. Al-Hawālī setzte sich in dem Buch intensiv mit dem Buch Daniel und dem Buch der Offenbarung auseinander und bemühte sich, die darin enthaltenen Prophetien in der Weise zu deuten, dass sie den Wahrheitsanspruch des Islams bestätigen. So meinte er zum Beispiel, dass das neue Jerusalem von Offb 21:2 mit Mekka zu identifizieren sei und die beiden bösen Tiere in Offb 13 mit dem christlichen und dem jüdischen Zionismus. Besondere Aufmerksamkeit widmete er der Vision von der 2300 Tage anhaltenden Verwüstung des Heiligtums in Daniel 8:14. Er meinte, dass der Anfang dieser Verwüstungszeit mit dem Beginn der israelischen Besetzung Jerusalems im Jahr 1967 zu identifizieren sei, und berechnete deren Ende für das Jahr 2012. Für diesen Zeitpunkt erwartete er auch das Ende des Staates Israel. Das Buch wurde bald ins Englische übersetzt und sowohl in seiner arabischen als auch seiner englischen Version auf verschiedenen Websites verbreitet.

## Reaktionen auf die Anschläge vom 11. September und den Irak-Krieg
Am 15. Oktober 2001, wenige Wochen nach den Anschlägen vom 11. September, veröffentlichte al-Hawālī einen Offenen Brief an den amerikanischen Präsidenten George W. Bush, in dem er die traditionelle Sympathie der Araber für die Vereinigten Staaten hervorhob, gleichzeitig aber seine Enttäuschung über den Wandel der amerikanischen Politik seit den 1970er Jahren zum Ausdruck brachte. In dem Brief steht auch die Bemerkung, dass der Schock, den die Muslime fühlten, als sie von den Anschlägen erfuhren, von einer „gewaltigen Welle der Freunde“ begleitet gewesen sei. Nachdem sich 60 amerikanische Intellektuelle unter der Schirmherrschaft des Institute for American Values mit der Deklaration “What we’re fighting for” an die muslimische Welt gewandt hatten, verfasste al-Hawālī darauf eine Antwort, die er unter dem Titel „Brief aus Mekka. Was wir verteidigen“ (Risāla min Makka. ʿAn aiyi šaiʾ nudāfiʿ) auf seiner Website veröffentlichte. Darin holte er zu einem Rundumschlag gegen die westlichen Philosophien und Sozialtheorien aus und verspottete den dispensationalistischen Harmagedon-Wahn.
Nach einem Bericht des Middle East Media Research Institute warnte al-Hawālī im Juli 2002 die Amerikaner in einer al-Jazeera-Sendung davor, erneut Truppen auf der arabischen Halbinsel zu stationieren. Ab April 2003 leitete er als Generalsekretär die Global Anti-Aggression Campaign (arabisch al-Ḥamla al-ʿālamīya li-muqāwamat al-ʿudwān), einen internationalen Zusammenschluss von Muslimen, die gegen die amerikanische Invasion des Irak vorgehen wollten. Die Organisation gilt allerdings auch als verlängerter Arm von al-Qaida. Im November unterschrieb er mit zwanzig anderen hohen islamischen Geistlichen einen offenen Brief, in dem er den Widerstand der Iraker gegen die amerikanische Besetzung als legitimen Dschihad bezeichnete.

## Vermittlungsbemühungen in Saudi-Arabien
Hinsichtlich der Anwendung von Gewalt war al-Hawālīs Position allerdings ambivalent: Während er sie im Ausland befürwortete, verurteilte er sie im eigenen Land. Als am 12. Mai 2003 bei einer Selbstmordanschlagsserie von al-Qaida in Riad 34 Menschen starben, unterzeichnete er mit anderen bedeutende Mitglieder der Sahwa-Gruppe eine Erklärung, die die Anschläge verurteilte. Asia Times Online berichtete am 21. November 2003 von einem Treffen mit Kronprinz Abdullah ibn Abd al-Aziz, bei dem al-Hawālī anbot, zwischen dem Haus Saud und den terroristischen Gruppen zu vermitteln, um weiteres Blutvergießen zu vermeiden. Am 10. Juni 2005 wurde al-Hawālī mit einer Gehirnblutung in das al-Noor-Krankenhaus von Mekka eingeliefert und dort operiert.

## Aufruf zum Dialog mit der IS-Organisation
2018 veröffentlichte al-Hawālī ein neues Buch mit dem Titel „Die Muslime und die westliche Zivilisation“ (al-Muslimūn wa-l-ḥaḍāra al-ġarbīya), das über 3000 Seiten umfasst. Darin rief er zum Dialog mit der IS-Organisation auf und ermunterte zur Wiederbelebung von Selbstmordattentaten als Mittel des Dschihad.

## Schriften
- al-ʿAlmānīya, našʾatuhā wa-taṭauwaruhā wa-āṯāruhā fī l-ḥayāt al-islāmīya al-muʿāṣira, al-Hawālīs Magisterarbeit über den Säkularismus, RAR-Datei
- Ḥaqāʾiq ḥaula azmat al-Ḫalīǧ (o. O. 1991) Digitalisat
- Ẓāhirat al-irǧāʾ fī l-fikr al-islāmī (Kairo 1996), al-Hawālīs Dissertation PDF-Datei
- Šarḥ al-ʿAqīda aṭ-Ṭaḥāwīya, Kommentar zur Bekenntnisschrift von aṭ-Ṭaḥāwī